# Lilijka alpejska
Lilijka alpejska (Gagea serotina (L.) Ker Gawl.) – gatunek rośliny należący do rodziny liliowatych (Liliaceae). Wcześniej opisywany był jako Lloydia serotina (L.) Rchb.
Występuje w górach Azji, Europy i Ameryki Północnej. W Polsce głównym i niemal wyłącznym miejscem jej występowania są Tatry i jest tutaj dość częsta. W 2013 roku odkryto izolowane stanowisko w paśmie Karkonoszy.
Łacińska nazwa rodzajowa rośliny nadana została dla uczczenia walijskiego botanika Edwarda Lhuyda. 

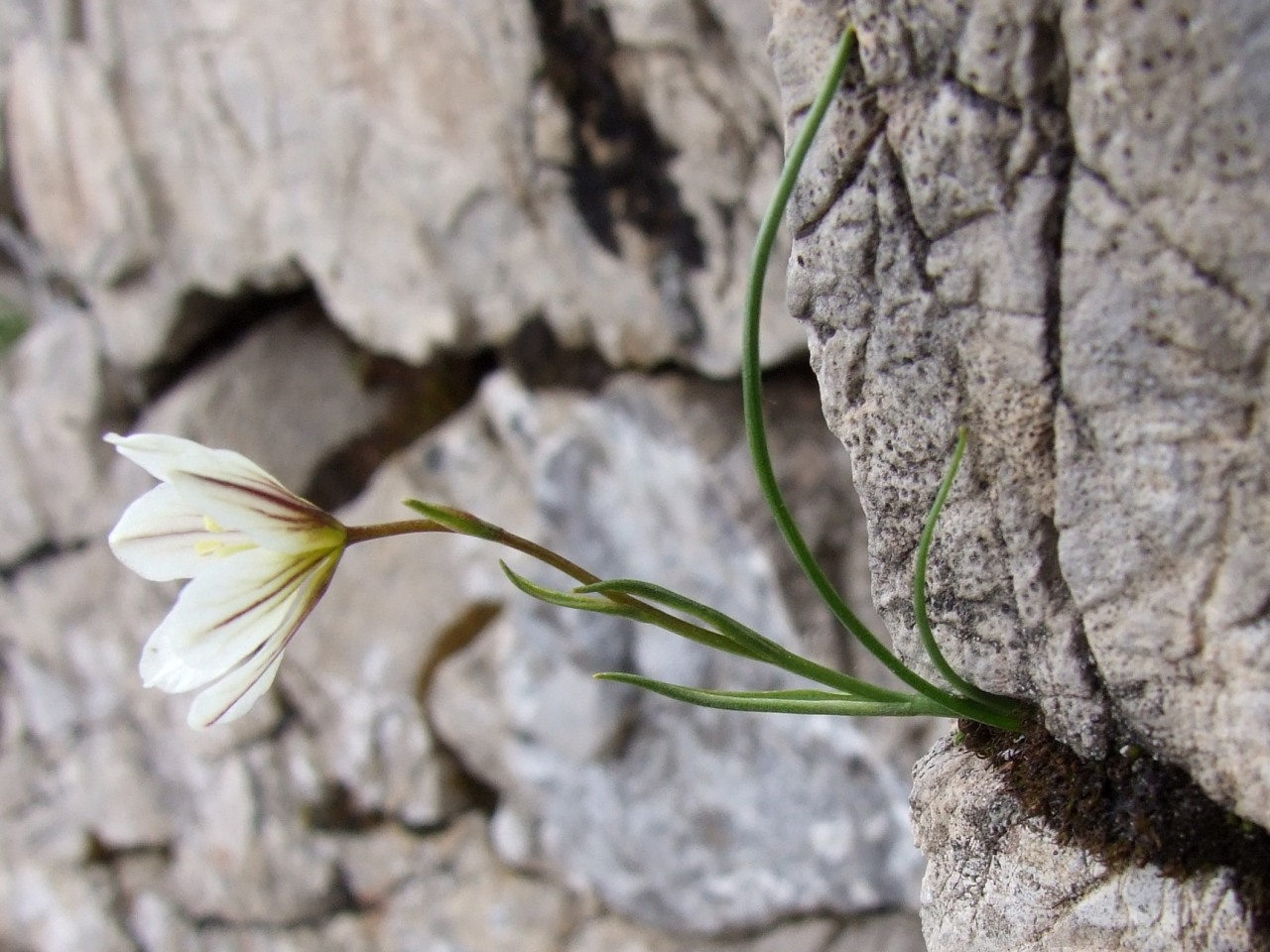

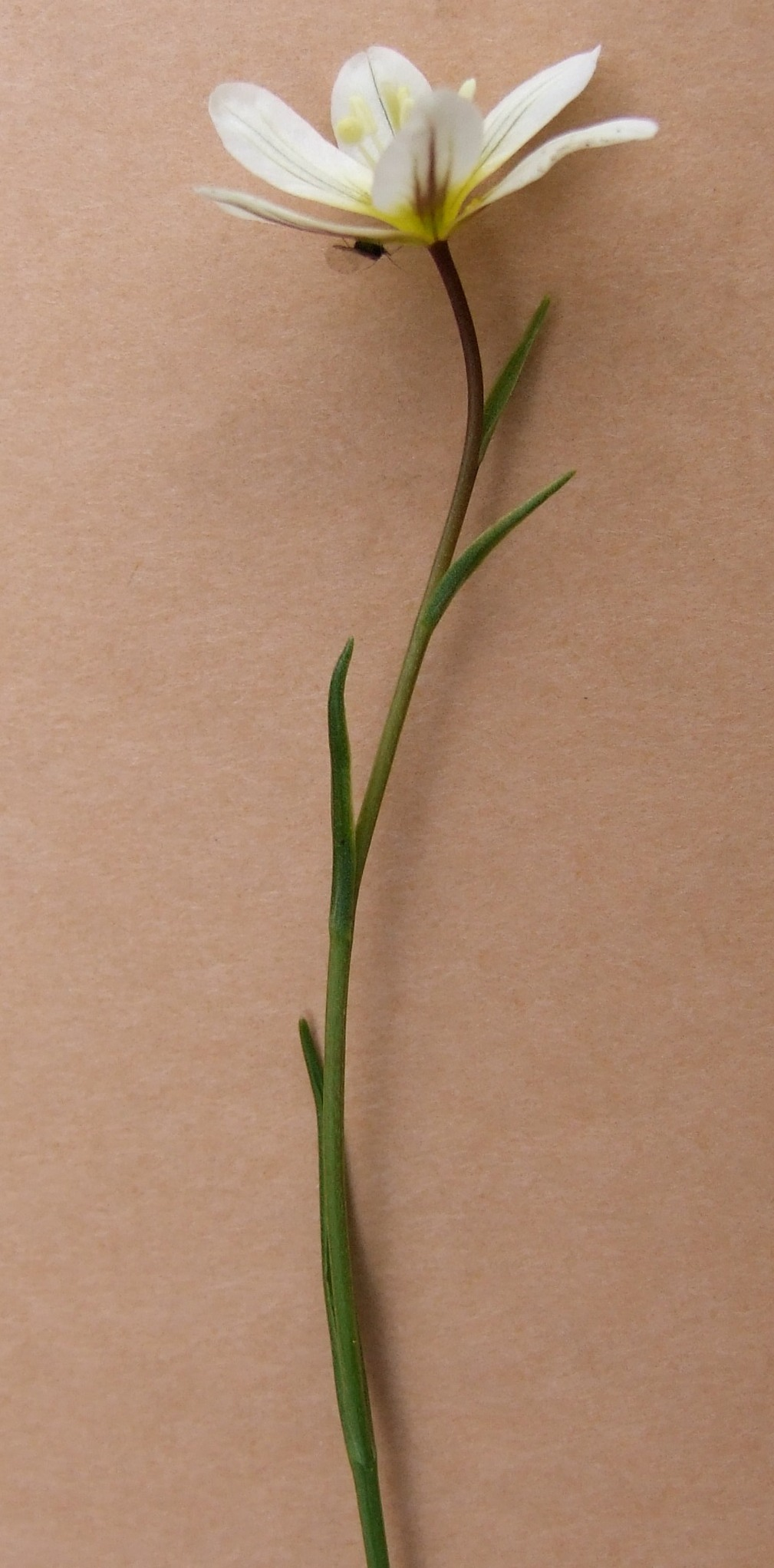
Pokrój

## Morfologia
ŁodygaUlistniona, naga, wzniesiona i prosta łodyżka ma wysokość 5–12 cm.
LiściePosiada 2 nagie i przeważnie odgięte liście odziomkowe o szerokości do 1mm i kilka krótkich, z rzadka, skrętolegle wyrastających liści łodygowych. Liście odziomkowe są często dłuższe od łodygi z kwiatem.
KwiatyNa szczycie łodygi 1 lub 2 kwiaty od długości 10–15 mm. Mają białe z zewnątrz działki i żółtą nasadę, wewnątrz zaś dobrze widoczne na działkach 3 różowe smugi w dolnej części działek.
OwocPosiadająca trwałą szyjkę kulista, głęboko 3-wrębna torebka, W torebce liczne, płaskie nasiona.
Część podziemnaPosiada otuloną resztkami liści cebulkę o podłużnie lancetowatym kształcie. Jest jednym z nielicznych geofitów i jedynym chyba geofitem cebulkowym występujących tak wysoko w górach.

## Biologia i ekologia
RozwójBylina, geofit. Kwitnie od czerwca do lipca.
SiedliskoMurawy wysokogórskie, skały, upłazy. Głównym centrum jej występowanie w Tatrach jest piętro alpejskie, z rzadka można ją spotkać także w piętrze kosówki i piętrze turniowym. Występuje wyłącznie na podłożu granitowym, na mylonitach.
FitosocjologiaGatunek charakterystyczny dla Ass. Festuco versicoloris-Agrostietum.

## Zagrożenia i ochrona
Roślina umieszczona na polskiej czerwonej liście w kategorii NT (bliski zagrożenia).